# Número (gramática)
Número, em gramática, é uma característica que permite determinar o número de entidades ao qual determinada classe gramatical (substantivo, verbo, adjetivo, pronome etc.) se refere, que para o professor Evanildo Bechara se da como  "a palavra de função quantificadora que denota o valor definido." Veja os seguintes exemplos:
- singular: ele joga bola.
  - plural: eles jogam bola.
- singular: você vai à escola?
  - plural: vocês vão à escola?
- singular: eu tenho um livro.
  - plural: eu tenho vários livros.

Dentre todos as vertentes que um numero possa ter dentro da gramática normativa, podem-se classificar em numerais simples (um, dois, três, quatro), compostos (trinta e dois, trinta e três, trinta e quatro) e os justapostos, que são todos os que indicam multiplicações  (duzentos, trezentos, quatrocentos).
São os números que representam uma ordem ou série:
3,4,5 e etc.

## Observação
Palavras como: último, antepenúltimo, anterior, seguinte e etc, mesmo que representem ordem ou posição não são classificadas como numerais e sim como adjetivos.

## Multiplicativo
São palavras que qualificam multiplicidade, como por exemplo:
dobro, triplo, sêxtuplo e etc

## Fracionários
Indicam frações dos seres, como em:
Meio, terço, quinto, terça parte e etc

## Singular e plural
No português, há duas flexões de número: singular e plural. Alguns idiomas conservam números gramaticais diferentes, como o dual, presente em alguns idiomas, como o gaélico escocês.
.O dual só é encontrado na língua portuguesa nas palavras "ambos" e "ambas", nos numerais 1, 2 e centenas de duzentos a novecentos, as únicas que carregam esse sentido.

## Número do substantivo coletivo
O número do substantivo coletivo pode aparecer no singular quando se refere a um único conjunto de seres, como em: "a matilha passou por ali" ou no plural quando se refere a dois ou mais conjuntos de seres como em: "as matilhas passaram por ali".

## Mudança de número com mudança de significado
- bem (felicidade, virtude, benefício) / bens (propriedades, valores)
- costa (litoral) / costas (dorso)
- ânsia (aflição) / ânsias (náuseas)
- féria (renda diária) / férias (descanso)
- letra (sinal gráfico) / letras (literatura)
- vencimento (fim, prazo final) / vencimentos (salário)
- sentimento (sensibilidade) / sentimentos (pêsames)
- liberdade (autonomia) / liberdades (atrevimento)
- vontade (desejo) / vontades (caprichos)
- ar (vento) / ares (aparência)
- água (líquido) / águas (chuvas)
- arte (ofício) / artes (astúcias)
- confiança (esperança) / confianças (intimidades)
- fogo (lume) / fogos (de artifício)
- haver (saldo) / haveres (posses)
- honra (dignidade) / honras (distinção)
- meio (metade) / meios (recursos, procedimentos, métodos, veículo)